# Shady Hollow, Texas
Shady Hollow là một nơi ấn định cho điều tra dân số (CDP) thuộc quận Travis, tiểu bang Texas, Hoa Kỳ. Năm 2010, dân số của nơi này là 5004 người.

## Dân số
- Dân số năm 2000: 5140 người.
- Dân số năm 2010: 5004 người.